# آن غيل
آن غيل (بالإنجليزية: Ann Gale)‏ هي رسامة أمريكية، ولدت في 1966.